# Партизанський рейд (скульптура)

Скульптурна композиція «Партизанський рейд» (2009 р.)

50°54′27″ пн. ш. 34°47′52″ сх. д. / 50.90753° пн. ш. 34.79764° сх. д.
Партизанський рейд — скульптурна композиція Михайла Лисенка, присвячена радянському партизанському рухові на території Західної України. Композиція знаходиться у сквері на Покровській площі (колишній Червоній) в місті Суми.

## Опис
«Партизанський рейд» являє собою скульптурну групу: п'ятеро партизанів та четверо коней з великими труднощами тягнуть за собою гармату по мокрій, гірській дорозі, яка йде вгору.

## Історія
Композиція виготовлена народним художником СРСР М. Г. Лисенком у другій половині минулого століття. За деякими даними Партизанський рейд установлений 1960 року. Скульптор подарував його місту Суми, де на поч. 1920-х рр. жив та навчався.

У 1948 році у Києві проходила виставка, присвячена партизанському рухові на території України в роки німецько-радянської війни. На цю виставку завітав і двічі Герой Радянського Союзу Сидір Артемович Ковпак. Більше всього його зацікавила робота Михайла Лисенка, під назвою Партизанський рейд. Сидір Артемович роздивлявся цю скульптуру цілий день. За переказами очевидців, Сидір Ковпак так розповів про своє враження від неї: 
|  | Мене часто запитують про те, як жили партизани. Так от, не треба нічого розповідати. Подивіться на цю скульптуру, і вам стане зрозуміло |